# جون شاي بيرنج
جون شاي بيرينغ (1813–1869) كان مهندسًا، وعالم أنثروبولوجيا، وعالم مصريات بريطانيًا، يشتهر بعمله في التنقيب وتوثيق الأهرامات المصرية.
في عام 1837، بدأ بيرينغ وعالم الآثار البريطاني ريتشارد ويليام هوارد فايس في التنقيب في الجيزة؛ وانضم إليهم لاحقًا جيوفاني باتيستا كافيليا. استخدموا البارود لفتح طريقهم إلى العديد من المعالم الأثرية ومن ثم للوصول إلى الغرف المخفية داخلها، مثل غرفة الدفن في هرم منكاورع، وقاموا بتوثيقها أثناء التنقيب. عندما ترك كافيليا الفريق للعمل بشكل مستقل، أصبح بيرينغ مساعد فايس، وعندما غادر فايس نفسه إلى إنجلترا في عام 1837، واصل بيرينغ الحفريات بدعم مالي من فايس.
كجزء من عمله، أنشأ بيرينغ العديد من الخرائط والمخططات والرسوم البيانية للأهرامات في أبو رواش، الجيزة، أبوصير، سقارة ودهشور. كان أول من استكشف داخل هرم أوسركاف في سقارة عام 1839، من خلال نفق لصوص تم اكتشافه لأول مرة في عام 1831. اعتقد بيرينغ أن الهرم ينتمي إلى جد كا رع إسيسي. تم التعرف على الهرم بشكل صحيح لأول مرة من قبل عالم المصريات سيسيل مالابي فيرث في عام 1928 (على الرغم من وفاة فيرث في عام 1931 ولم تستأنف الحفريات هناك إلا في عام 1948، تحت إشراف جان-فيليب لاور). فتح بيرينغ المدخل الشمالي إلى الهرم المنحني وأضاف بعض الكتابات داخل الهرم الأحمر المجاور في دهشور، والتي لا تزال مرئية حتى اليوم.
أسفر عمل بيرينغ عن نشر كتابه ذو الأجزاء الثلاثة "أهرامات الجيزة" بين عامي 1839 و1842. كما نشر فايس رسومات بيرينغ في الجزء الثالث من عمله المكون من ثلاثة أجزاء "ملحق بالعمليات التي أجريت في أهرامات الجيزة في عام 1837".